# Íncipit
L'íncipit és el primer mot que encapçala una obra i, sobretot en els llibres antics, la identifica davant la manca d'un títol específic. En sociocrítica, es denomina íncipit a l'inici del relat, el qual és considerat com l'espai textual en el que es dona el sentit de la narració i la programació ideològica del text. Claude Duchet ha senyalat que l'íncipit és un lloc estratègic de condensació del sentit, perquè és a l'inici del text que s'organitzen una sèrie de codis el fi dels quals és orientar la lectura.